# Father, Son
Father, Son (englisch für „Vater, Sohn“) ist ein Lied des britischen Pop-Rock-Musikers Peter Gabriel aus dem Jahr 2000.

## Entstehung und Veröffentlichung
Der Song ist der sechste Titel auf Gabriels Soundtrack-Album OVO (bzw. der fünfte auf der The Millennium Show-Ausgabe), das am 12. Juni 2000 als Auftragswerk für die Millennium Dome Show veröffentlicht wurde. Während mehrere Songs auf OVO von verschiedenen Sängern gesungen wurden, ist Father, Son einer der wenigen Songs auf dem Album, bei denen Gabriel den Hauptgesang übernahm.
Seit der Veröffentlichung des Songs hat Gabriel Father, Son auf mehreren seiner Konzerttourneen gespielt, beginnend mit der Growing Up Tour von 2002 bis 2003. Je nach Konzert wurde es entweder als erster oder letzter Song des Sets gespielt. Ebenfalls gespielt wurde es auf der anschließenden Still Growing Up Tour 2004. Die Inszenierung von „Father, Son“ war weniger theatralisch als die anderen Stücke der Setlist und wurde von Tony Levin an der Bassgitarre begleitet.
Der Song ist auch auf einigen Livealben und Konzertfilmen von Gabriel beginnend mit einem Auftritt vom Mai 2003 im Forum di Milano, der auf Growing Up Live (2019) / Growing Up Live (2003) veröffentlicht wurde. Das Lied ist auch in einer Aufnahme von 2003 auf In the Big Room (2025) zu finden. Darüber hinaus wurde es auch auf den Kompilationen Hit (2003) und Flotsam and Jetsam (2019) veröffentlicht. Die auf beiden enthaltene Version wurde von Daniel Lanois und Richard Chappell neu abgemischt und war ursprünglich auf der Kompilation Entrata/Uscita enthalten.
Gabriel nahm eine Orchester-Fassung von Father, Son auf, die als Bonustrack zum Musikdownload seines Albums New Blood erhältlich war.

## Hintergrund
Gabriel schrieb den Song als Hommage an seinen Vater Ralph zu dessen Lebzeiten und spielte ihm diesen vor und später auch auf dessen Wunsch bei dessen Beerdigung. Später schrieb er auch den Song And Still zum Gedenken an seine zu diesem Zeitpunkt bereits verstorbene Mutter Edith Irene, der 2023 als Single und auf seinem Album i/o veröffentlicht wurde.
Father, Son entstand einige Jahre bevor Gabriel gebeten wurde, die Musik für die Millennium Dome Show zu komponieren. Er war der Meinung, dass die Themen des Liedes, die sich mit den Beziehungen zwischen den Generationen befassten, zu seiner Vision für den Soundtrack passten, und beschloss, den Song für OVO aufzunehmen. Sein Vater Ralph war zum Zeitpunkt der Komposition des Songs bereits über achtzig Jahre alt. Ralph Parton Gabriel war früher Techniker und Erfinder und hielt rund sieben verschiedene Patente, darunter eines für das Dial-a-Program aus dem Jahr 1971, das erste Glasfaser-Kabelfernsehsystem. Gabriel erinnerte sich 1986 in einem Interview mit dem US-amerikanischen Musikmagazin Spin daran, dass „das Patent nur fünfzehn Jahre lang gültig war und das Potenzial des Kabelfernsehens zu dieser Zeit kaum erkannt wurde. Viele brillante Studien wurden nicht genutzt oder verwertet – was für meinen Vater äußerst frustrierend war.“ Gabriel schrieb den Song, nachdem er einen Urlaub geplant hatte, um seinem Vater näher zu kommen.

„Mein Vater wird langsam alt, und ich hatte das Gefühl, dass ich nicht so eine enge Beziehung zu ihm aufgebaut hatte, wie ich es mir gewünscht hätte. Da er seit 40 Jahren Yoga macht, dachte ich, wir könnten einen Yogalehrer engagieren und gemeinsam eine Woche lang in ein Hotel fahren. Es hat mich innerlich viel Mut gekostet, das zu organisieren, aber er war sofort begeistert. Und irgendwann hatten wir einen großen Durchbruch, sodass ich dachte: „Das werde ich in einem Song verarbeiten.“ Es schien die Menschen zu berühren. Ich glaube, wenn man sich selbst mit einem Song ein emotionales Werkzeug geschaffen hat, ist man eher bereit, es auch anderen Menschen zur Verfügung zu stellen.“

Bevor der Song veröffentlicht wurde, sagte Richard Evans, der mit Gabriel an dem Soundtrack OVO gearbeitet hatte, dass der Song „jeden Kerl, dem wir ihn vorgespielt haben, zum Weinen gebracht hat“. Als Ralph Gabriel Father, Son hörte, bat er Peter, den Song bei seiner Beerdigung zu spielen. Nachdem Ralph 2012 im Alter von 100 Jahren verstorben war, spielte Gabriel den Song bei seiner Trauerfeier in der St. Lawrence Church in Chobham, Surrey am 16. November. Peters ehemaliger Bandkollege bei Genesis, Tony Banks, war bei der Beerdigung anwesend und sagte, Gabriels Darbietung sei „sehr bewegend“ gewesen. Innerhalb der Geschichte von OVO, die in drei Teile gegliedert ist, ist Father, Son der letzte Song im ersten Akt, einem Teil der Handlung, der die landwirtschaftlich geprägte Vorgeschichte darstellt.

## Musik
Musikalisch basiert Father, Son weitgehend auf Gabriels Klavierspiel und Gesang, ergänzt durch Blechblasinstrumente und Synthesizer. Die Brassband Black Dyke Band wurde eingeladen, die von Gabriel aufgenommenen Klavier- und Gesangsspuren mit Blechblasinstrumenten zu überlagern.

## Verwendung in anderen Werken
Der 17:20 Minuten lange Instrumentaltitel Warm and Alive wurde 2011 mit der Kompilation Full Stretch auf CD erhältlich mit dem Matador Magazine in Spanien veröffentlicht. Es entstand auf der Basis von der orchestralen Father, Son-New Blood-Version. Es ist eine gestreckte und verlangsamte Version des Orchesterarrangements dieses Songs. Full Stretch wurde 2024 erneut für die Abonnenten von Gabriel Bandcamp-Kanal veröffentlicht.

## Musikvideo
Zu Father, Son wurde 2012 ein Musikvideo veröffentlicht, bei dem Peters älteste Tochter Anna Gabriel Regie führte. Kameraleute waren Dean Russell und Anna Gabriel und produziert wurde das Video von Juice.
Nach der Fertigstellung der Dokumentation Growing Up on Tour: A Family Portrait zeigte Anna ihrem Vater was sie für das Musikvideo zu Father, Son vorbereitet hatte.
Das Video zeigt Peter Gabriel in einer Art verlassenen Fabrikhalle. Er sitzt an einem Flügel, spielt das Lied und singt dazu. Dieser Hauptfilm wird immer wieder von Aufnahmen mit seinem Vater Ralph und auch mit seinem Sohn Isaac in Schwarz-Weiß unterbrochen. Gabriel läuft mit seinem Vater umher und macht mit ihm zusammen Yoga. Teilweise ist sein Sohn Isaac mit den beiden zu sehen. Am Ende des Videos beendet Gabriel sein Spiel, steht aus und verlässt den Raum durch eine quietschende Tür. Das Musikvideo wurde nach dem Tod seines Vaters im Jahr 2012 auf Gabriels Website veröffentlicht.
Gabriel bezeichnete das Musikvideo als „Low-Budget-Produktion“ und sagte, dass seine Tochter Anna „einen Großteil der Emotionen des Songs eingefangen hat“. Das Musikvideo wurde auch auf der Musikvideo-Kompilation Play: The Videos (2004) in 5.1-Surround-Sound DTS und Dolby-Digital veröffentlicht. veröffentlicht.

## Mitwirkende
(Quellen:)

### Musiker
- The Black Dyke Band – Blechbläser
- Peter Gabriel – Hauptgesang, Klavier, Synthesizer
- Tony Levin – Bassgitarre

### Technisches Personal
- Richard Evans – Mixing
- Peter Gabriel – Bläser-Arrangements
- Will Gregory – Bläser-Arrangements
- Elizabeth Purnell – Bläser-Orchestrierung
- James Watson – Dirigent

## Rezeption
Father, Son ist nach Alfredo Marziano und Luca Perasi ein Highlight des Albums OVO und einer der bewegendsten Songs in Gabriels Musikkatalog. Das Lied ist im Wesentlichen eine von Klavier und Stimme getragene, gefühlvolle Ballade, der die Blechbläser der Black Dyke Band Ernsthaftigkeit und ein Gefühl von Tradition verleihen und das wie ein guter altmodischer Marsch klingt. Sein minimalistisches, geradliniges Arrangement hebt es im Kontext der reichen und komplexen musikalischen Texturen von OVO noch mehr hervor.